# Смерчинський Леонід Семенович
Леонід Семенович Смерчи́нський (рос. Леонид Семенович Смерчинский; 3 червня 1917, Магдагачі — 14 червня 1980, Сімферополь) — український радянський скульптор; член Спілки радянських художників України. Заслужений художник УРСР з 1977 року. Чоловік скульпторки Інни Смерчинської.

## Біографія
Народився 3 червня 1917 року на станції Магдагачі (тепер селище міського типу Магдагачинського району Амурської області Росії). Учасник німецько-радянської війни. Служив в артилерійському підрозділі. Старшина. Нагороджений медаллю «За відвагу» (14 червня 1943). 
У 1950 році закінчив Інститут живопису, скульптури та архітектури імені Іллі Рєпіна у Ленінграді, де навчався у Олександра Матвєєва, Михайла Керзіна.
Викладав у Сімферопольському художньому училищі імені Миколи Самокиша (серед учнів Роман Сердюк). Мешкав у Сімферополі  в будинку на вулиці Беспалова, № 104, квартира № 11. Помер в Сімферополі 14 червня 1980 року.

## Твори
- «Герой Радянського Союзу Микола Фільченков» (1951);
- «Атака Першої Кінної армії» (1957);
- «Володимир Ленін з дітьми» (1964, у співавторстві з Інною Смерчинською);
- «На безіменній висоті» (1967);
- «Через Сиваш» (1967—1968);
- «Прапор врятовано» (1972);
- композиція «Захисники Севастополя» (1974).

монументальні твори
- барельєфи Пам'ятника 49 комунарам на цвинтарі Комунарів у Севастополі (1937);
- барельєф Михайла Кутузова на Кутузовському фонтані (1956);
- погруддя двічі Героя Соціалістичної Праці Марії Князєвої у Судаку (1961);
- пам'ятник піонеру-герою Володі Дубиніну в Керчі (1964);
- меморіальний комплекс «Героям штурму Перекопу» в Армянську (1970);

|                          |                       |                         |                           |
| «Пам'ятник 49 комунарам» | «Кутузовський фонтан» | Погруддя Марії Князєвої | Пам'ятник Володі Дубиніну |